# 2014年航空
此條目列出2014年發生有關航空運輸的事件。

## 事件

### 1月
- 1月7日：發生2014年直升機墜毀諾福克郡事故，導致機上4人死亡。
- 1月20日：發生RFL111班機事故，導致機上兩人死亡5人受傷。
- 1月26日：山西省呂梁市呂梁大武機場啟用。

### 2月
- 2月7日：發生土耳其飛馬航空751號班機劫機事件，沒有人受傷。
- 2月11日：發生2014年阿爾及利亞C-130力士型運輸機墜機事件，導致機上77人罹難，僅1人倖存。
- 2月16日：發生尼泊爾航空183號班機空難，導致機上18人全部罹難。
- 2月17日：發生埃塞俄比亞航空702號班機劫機事件，沒有人受傷。

### 3月
- 3月8日：發生馬來西亞航空370號班機空難，飛機上239人失蹤至今。
- 3月12日：發生哥倫比亞救護飛機墜機事件，導致機上6人全部罹難。
- 3月13日：發生豪伊航空阿古斯特維斯特蘭AW139墜機事件，導致機上4人死亡。

### 4月
- 4月30日：哈馬德國際機場啟用。

### 5月
- 5月8日：湖北省神農架林區神農架紅坪機場啟用。
- 5月17日：發生老撾安-74軍用飛機空難，導致機上16人死亡1人受傷。
- 5月26日：黑龍江省撫遠市撫遠東極機場啟用。
- 5月31日：北里約格朗德州聖貢薩洛杜阿馬蘭特大納塔爾國際機場（英语：Greater Natal International Airport）啟用。

### 6月
- 6月16日：青海省海西蒙古族藏族自治州海西德令哈機場啟用。
- 6月18日：吉林省通化市通化三源浦機場啟用。

### 7月
- 7月7日：發生越南人民軍空軍Mi-171直昇機墜機事故，導致16人當場罹難，兩人搶救不治。
- 7月17日：發生馬來西亞航空17號班機空難，導致機上298人全部罹難。
- 7月23日：發生復興航空222號班機空難，導致機上48人死亡10人受傷，地面也有5人受傷。
- 7月24日：發生阿爾及利亞航空5017號班機空難，導致機上116人全部罹難。

### 8月
- 8月10日：發生塞伯漢航空5915號班機空難，導致機上39人死亡9人受傷。
- 8月13日：陝西省漢中市漢中城固機場啟用。
- 8月28日：廣西壯族自治區河池市河池金城江機場啟用，四川省阿壩藏族羌族自治州紅原機場啟用。

### 9月
- 9月22日：薩哈林州庫里爾斯克伊圖魯普機場啟用。
- 9月25日：空中巴士A320neo系列進行首飛。

### 11月
- 11月12日：發生2014年亞美尼亞米-24直升機擊落事件，導致機上3人死亡。
- 11月28日：貴州省六盤水市六盤水月照機場啟用。

### 12月
- 12月23日：湖南省衡陽市衡陽南嶽機場啟用。
- 12月28日：發生印尼亞洲航空8501號班機空難，導致機上162人全部罹難。